# Ringsakers kommun
Ringsakers kommun (norska: Ringsaker kommune) är en kommun i Innlandet fylke i sydöstra Norge. Kommunens centralort är staden Brumunddal.

## Administrativ historik
Ringsakers kommun bildades på 1830-talet samtidigt med flertalet andra norska kommuner. Sedan dess har kommunen slagits samman med Nes och Furnes kommuner samt mindre områden i Vangs kommun 1964. Året efter överfördes ett område med 100 invånare till Hamars kommun. En ny gränsjustering gjordes 1967 mellan Vangs och Ringsakers kommuner.
Den senaste gränsförändringen genomfördes 1992, då ett område med 224 invånare överfördes till Hamars kommun i samband med att denna slogs samman med Vangs kommun.

## Tätorter
I Ringsakers kommun finns tio tätorter:
- Brumunddal (centralort)
- Byflaten
- Hamar (del av)
- Kvål (Kvalfeltet)
- Kylstad
- Lismarka
- Mesnali
- Moelv
- Stavsjø
- Tingnes

Orten Brøttum har tidigare räknats som en tätort men uppfyller inte längre kriterierna.

## Socknar
Inom Norska kyrkan är Ringsakers kommun indelad i sex socknar:
- Brumunddal/Veldre socken
- Brøttums socken
- Furnes socken
- Nes socken
- Ringsakers socken
- Åsmarka socken

Socknarna ingår sedan 2025 i Hamars domprosteri i Hamars stift. Innan dess utgjorde de ett eget prosteri, dåvarande Ringsakers prosteri.

## Kända personer
- Tryggve Andersen (1860-1922), författare
- Alf Prøysen (1914–1970), vissångare, diktare och författare

## Bilder

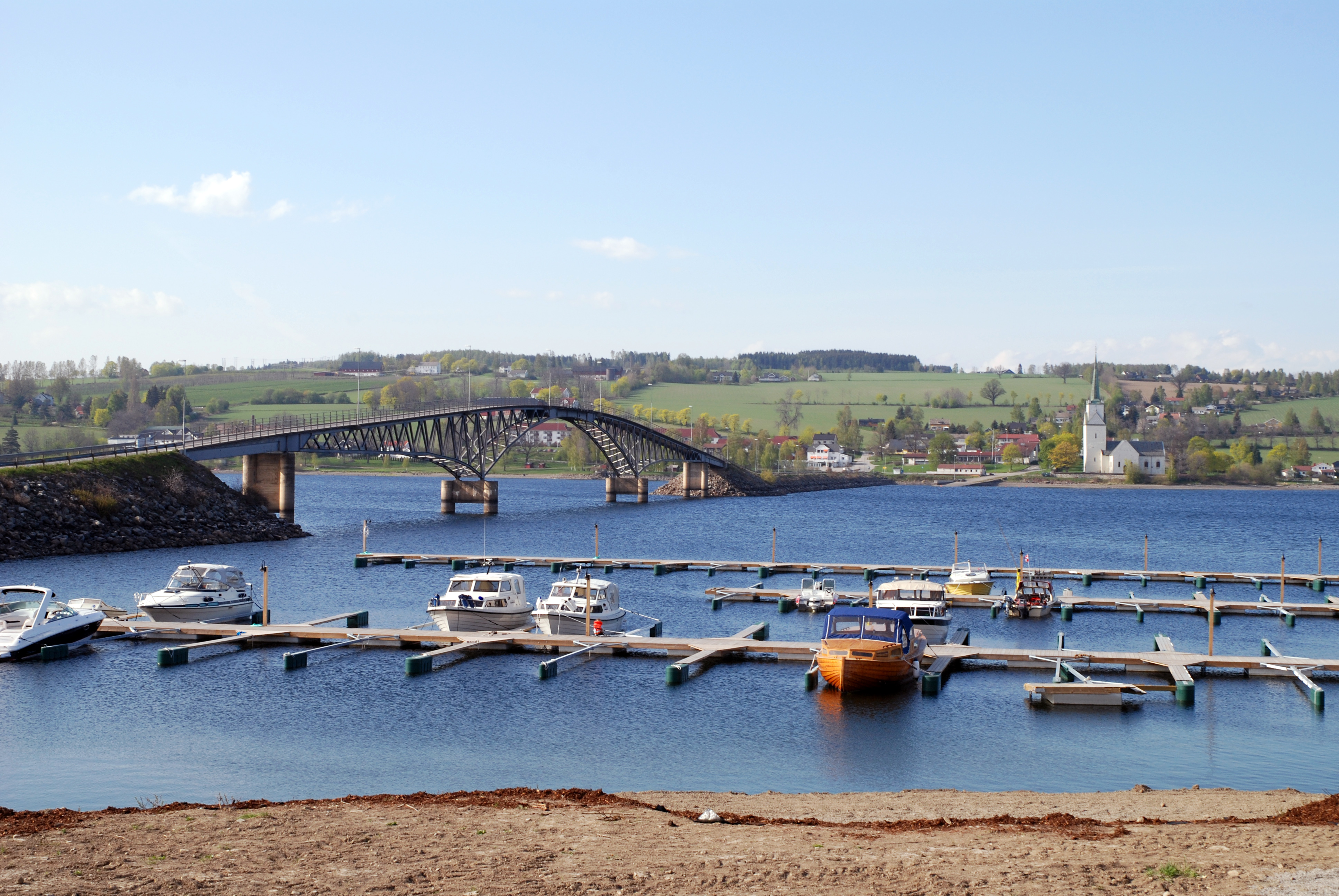
Nessundet.
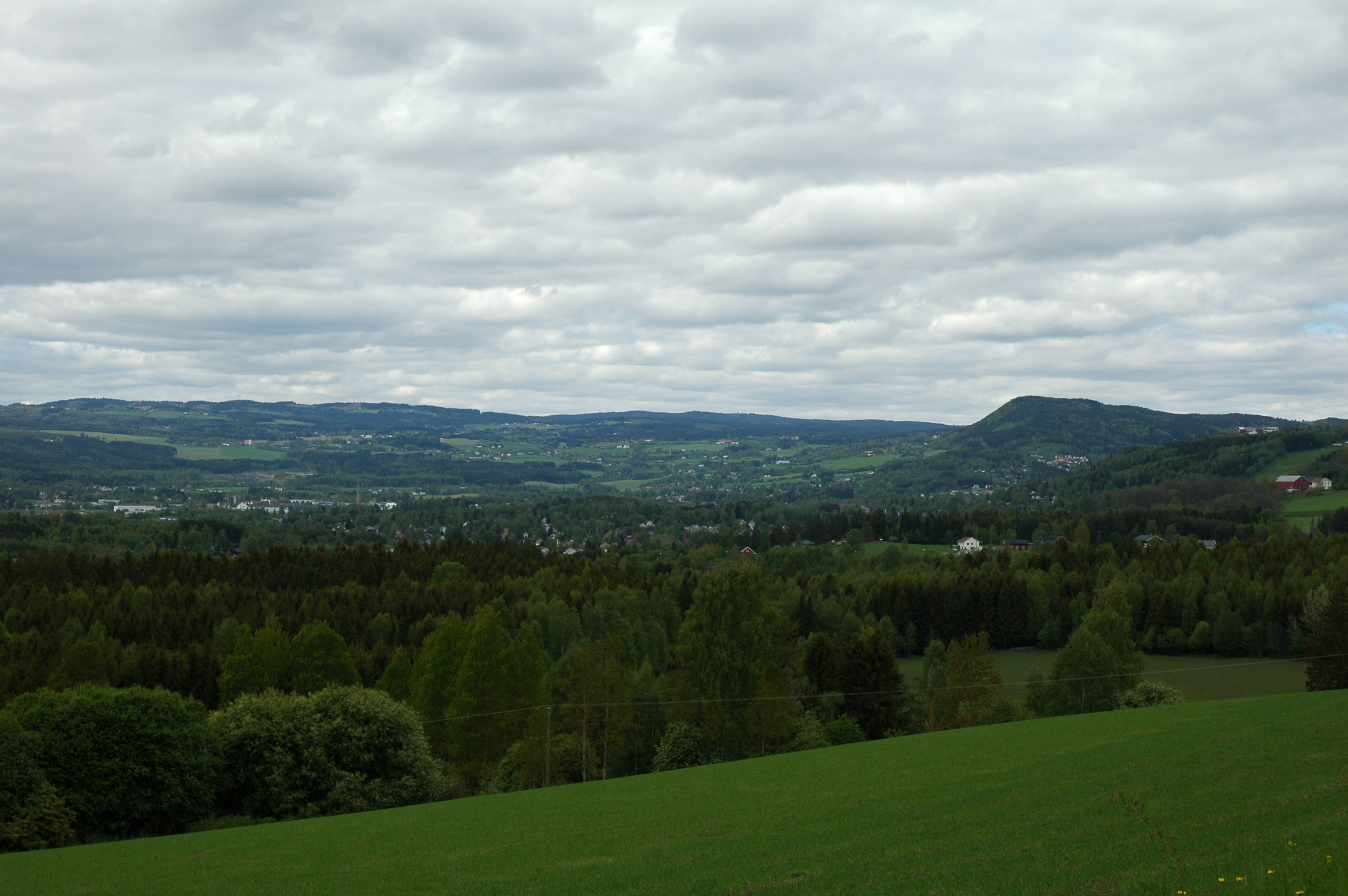
Brumunddal från söder.
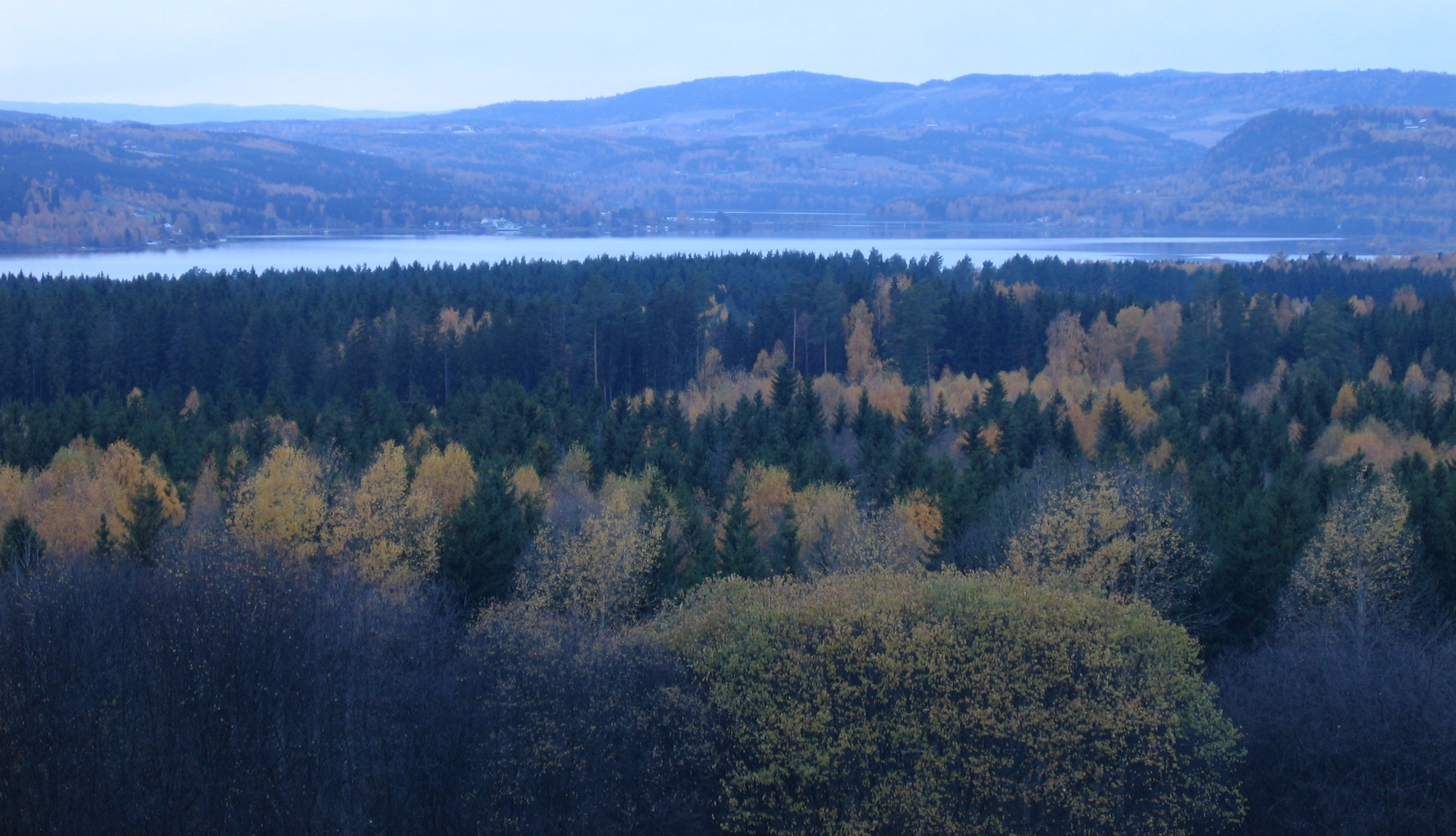
Furnesfjorden.